# NK Inter Zaprešić
NK Inter Zaprešić este un club de fotbal din Zaprešić, Croația. Echipa susține meciurile de acasă pe ŠRC Zaprešić cu o capacitate de 10.000 de locuri.